# 高任武
高任武（韓語：고임무），高句丽的王子，宝藏王的次子。
他在高句丽担任莫离支，莫离支是文武官员之长，当时的权臣渊盖苏文也担任莫离支。唐太宗进攻高句丽，没有攻克而返，高句丽也出现诸多损失。647年（高句丽寶藏王六年、唐太宗贞观二十一年）寶藏王派高任武前去唐朝谢罪，请求停止进攻，唐太宗接受了他的谢罪。